# Malfrosnitzbach
Der Malfrosnitzbach ist ein orographisch rechter Nebenfluss des Frosnitzbachs im Frosnitztal im Bezirk Lienz (Osttirol). Er liegt im Gemeindegebiet von Matrei in Osttirol.

## Verlauf
Der Malfrosnitzbach entspringt an den Ostabhängen der Venedigergruppe bzw. des Eichhamstocks zwischen Seekopfscharte, Großer und Kleiner Hexenkopf, Hoher und Nieder Eichham und Säulkopf (von Norden nach Süden). Der Malfrosnitzbach speist sich dabei aus mehreren Quellbächen, die das Garaneberkees, das Hexenkees und das Säulkees entwässern. Nach der Vereinigung dieser Quellbäche fließt der Malfrosnitzbach in östlicher Richtung durch ein Hochtal und vollzieht anschließend einen Schwenk nach Norden, wo er im Bereich der Zedlacher Alm rechtsseitig in den Frosnitzbach mündet. Im Oberlauf ist der Malfrosnitzbach Teil des Nationalparks Hohe Tauern.